# Суржик
Су́ржик (у питомому значенні — «суміш різних зерен з житом»; від прасл. *sǫ — «зі» + *rъžь — «жито») — елементи двох або кількох мов без дотримання норм літературної мови.Первісно термін «суржик» (без додаткових визначень) вживався переважно щодо українсько-російського суржику.
Переважно це «побутове мовлення», в якому об'єднано лексичні та граматичні елементи різних мов без дотримання норм літературної мови. Походить від слова, яке позначає буквально — «Суміш зерна пшениці й жита, жита й ячменю, ячменю й вівса і т. ін.; борошно з такої суміші»

## Аналогічні явища в інших мовах
Подібне явище існує в багатьох мовах в багатьох країнах світу. В білоруській мові воно отримало назву «трасянка». У канадському варіанті французької мови — «жуаль» (фр. joual), поширений у провінції Квебек, з численними відхиленнями від франко-канадських фонетичних і граматичних норм та запозиченнями з англійської мови. На Ямайці частина населення говорить на місцевому варіанті англійської з домішками мов західної Африки — патва. У США подібне мовне явище — суміш іспанської та англійської, якою спілкуються вихідці з Латинської Америки — називають «спангліш» (англ. Spanglish, утворене від англійської назви двох мов Spanish і English).

## Українсько-російський суржик

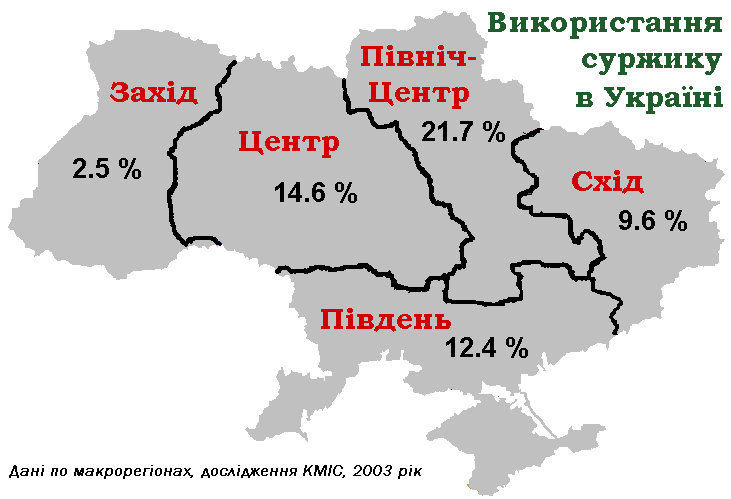
Використання суржику в регіонах України. За даними Київського міжнародного інституту соціології станом на 2003 рік.

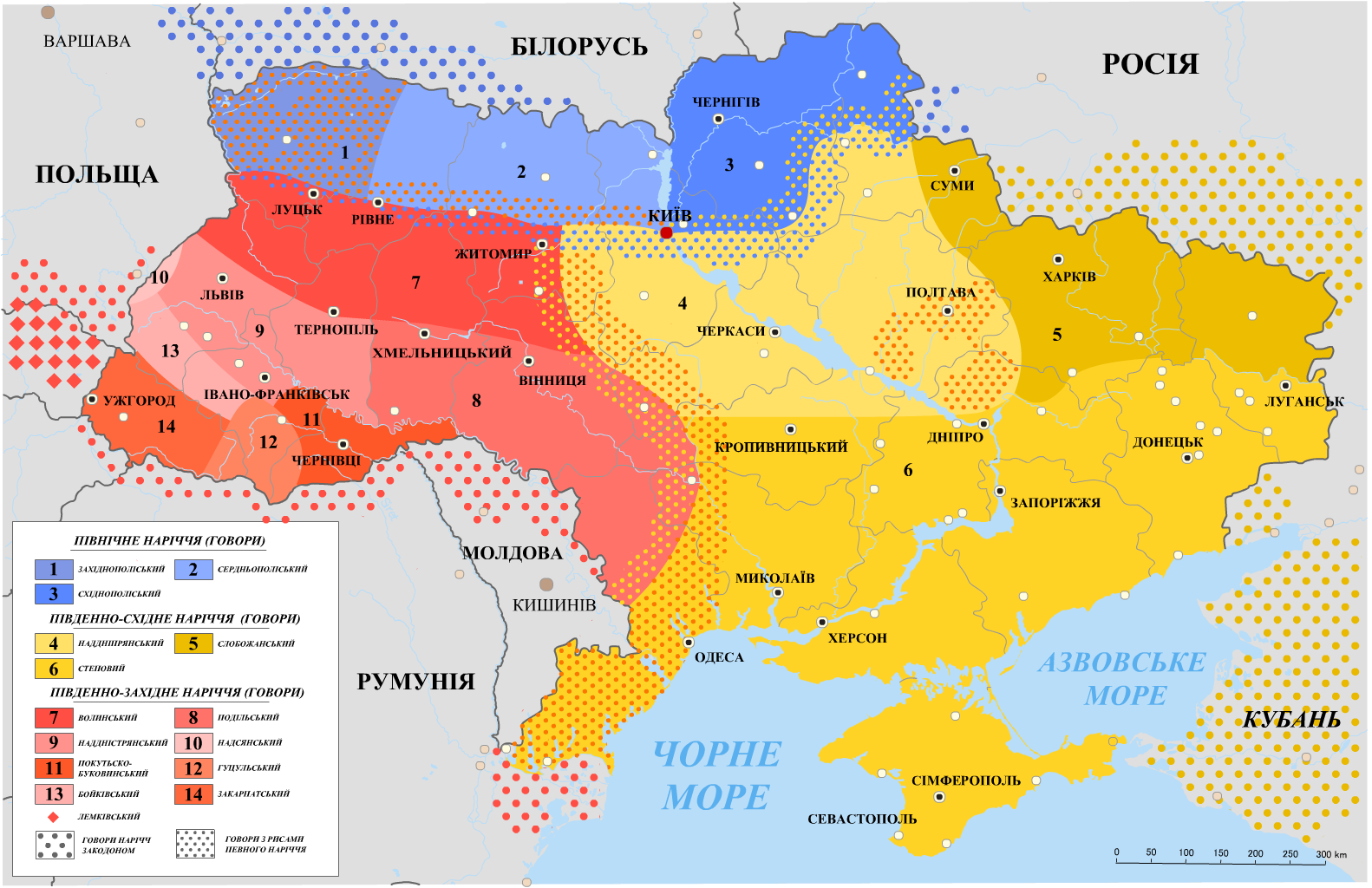
Мапа українських наріч і говорів (2005)

Українсько-російський суржик поширений у побутовому спілкуванні жителів багатьох регіонів України, а також місцевостей на території Росії, де проживає українське населення — на Стародубщині, Курщині, Подонні, Кубані (Малиновий Клин), Ставропольщині, Терщині, Поволжі (Жовтий Клин), Поураллі, Тюменщині, Омщині, Цілині (Сірий Клин), Зеленій Україні.
За даними досліджень Київського міжнародного інституту соціології, у 2003 р. поширеність подібної «суржикомовності» серед дорослого населення різних регіонів України становила від 2,5 % (Західний регіон) до 21,7 % (Східно-Центральний регіон), а загалом по Україні — близько 12 %. Але варто враховувати, що через очевидні проблеми з проведенням чіткої межі між «суржикомовністю», вживанням окремих елементів суржику і «чистою» україномовністю чи російськомовністю такі оцінки можуть бути лише приблизними. Окрім того в західному регіоні, на відміну від східного, поширеніший польсько-український суржик, рівно як і значніша різноманітність крайових діалектів аналогів котрим не існує в інших областях.
Слід також звернути увагу на існування з давніх-давен діалектів, які були проміжними між діалектами староруської мови та які склали основу сучасної літературної української (та білоруської) мови, і діалектами, що склали основу сучасної літературної російської мови.

### Суржик і політика
На територіях, де існують діалектні континууми, природним є й існування перехідних діалектних форм між спорідненими мовами сусідніх народів — наприклад, між українською мовою та російською, білоруською, польською або словацькою. Одним з природних механізмів розвитку мови є також запозичення елементів інших мов у результаті мовних контактів. Однак розвиток і розповсюдження українсько-російського суржику в Україні пов'язані з тривалим співіснуванням цих двох мов на одній території в нерівному соціально-політичному статусі. У період належності українських територій до Російської імперії, російська мова була мовою вищих соціальних верств і, за державної підтримки, обслуговувала потреби державного апарату, науки, техніки, освіти, армії та флоту тощо, а функції української мови переважно обмежувалися побутовим спілкуванням, фольклором або художніми творами здебільшого про сільське життя. Такі умови сприяли формуванню відношень диглосії з російською мовою у ролі «вищої», а розмовної української (або її місцевих діалектів, або суржику) — у ролі «нижчої» (за іншою термінологією, мов відповідно «високої культури» та «низької культури»). В умовах диглосії, форми і лексика з «вищої» мови часто «просочуються» до «нижчої», але у дещо адаптованій формі.
У період існування СРСР українська мова дістала певну державну підтримку (особливо в роки так званої «українізації»), але загалом теж виконувала другорядні функції порівняно з загальнодержавною російською мовою, яка домінувала у сфері науки, техніки, економіки, вищої освіти, державного управління, у партійно-державному апараті і силових структурах, у засобах масової інформації та книговидавництві, а також була «мовою міжнаціонального спілкування». Вплив російської мови на інші мови у СРСР посилювався також через впровадження загальної освіти, розвиток економіки, урбанізацію, мілітарізацію, міграцію населення (у тому числі вимушену) та інші радикальні соціальні перетворення. У самій Росії до 2-ї половини XX ст. практично зникли територіальні діалекти російської мови в їх «незайманому» вигляді, поступившись місцем напів діалектним формам мови або майже правильній літературній мові з деякими регіональними особливостями.
З урахуванням цих історичних факторів, у багатьох публікаціях суржик розглядається і оцінюється не у суто лінгвістичному аспекті, а у соціально-політичному, у контексті політичної боротьби за роль і статус української та російської мов в Україні, процесів русифікації або, навпаки, українізації. З одного боку, суржик характеризується як мовлення сільських жителів, що пристосовуються до російськомовних мешканців міста; як проміжна субмова, що виконує роль перехідного етапу в асиміляційному процесі витіснення української мови російською: «За умови виключно російськомовної школи, церкви…, адміністрації, війська, комерції тощо перехід до вищої верстви означав для українця й зміну мови… А з огляду на те, що до 80 відсотків селян були неписьменними, такий перехід до російщини відбувався через перехідну стадію суржику»; як продукт «засмічення» чистої української мови росіянізмами або навіть як «хворобливе явище, що загрожує українській мові внутрішньою руйнацією усіх її рівнів». 
У сучасних умовах може діяти і «зворотний» механізм утворення суржику як своєрідної інтермови, проміжного етапу засвоєння російськомовними міськими жителями української мови. У зв'язку з цим, у публіцистичних статтях висловлюється і точка зору, що боротьба з суржиком є шкідливою, «бо вона зменшує коло наших союзників, замість того, щоби завойовувати нових», і що боротися треба не з суржиком, а за перехід російськомовних «спочатку хоча б на суржик».

### Характерні риси

Проня Прокоповна і Свирид Голохвастов, найвідоміші літературні персонажі-носії суржику

Суржик існує у різноманітних формах. Намагаючись типізувати суржик, деякі дослідники виділяють суржик «на основі української мови» і «на основі російської мови», а також «слабку» та «сильну» форми суржику, залежно від концентрації порушень лексичного стандарту української або російської мови (від 10-15 % до 25 %).[3]
Треба розуміти, що в кожного носія суржику він неповторний і не вписується ні в які межі кодифікації, часто діалектні риси, які перегукуються з особливостями інших мов, називають суржиком, що геть неправильно. Суржикові елементи, як в принципі і діалектні, можуть бути на всіх мовних рівнях: у фонетиці, акцентуації, морфології, синтаксисі, словотворі, а не тільки в лексиці. Отже, неправильно називати суржиком лемк. сын «син», русин. быв «був», поліс. мешок «мішок», русин. та лемк. видіти/відіти «бачити», середньонаддніпр., слобож. піти за хлібом «піти по хліб». Тут треба бути дуже уважним, бо те, що в одній говірці давня діалектна мова (видіти), уже в мовленні носія іншої говірки може бути й суржиком, наприклад, сє́мдесят (рос. семдесят) «сімдесят» на Полтавщині буде незаперечним суржиком, однак уже форма родового відмінка множини коров (від корова) замість корів може бути й діалектизмом. Взагалі суржик накладається, по-перше, не на літературну, а на діалектну, народно-розмовну мову, саме їй він і загрожує, бо вона, найчастіше, так само, як і суржик, не має чіткої кодифікації[джерело?].

### Суржик у мистецтві

#### Використання суржику в художній мові
У художній мові суржик використовувався здебільшого як стилістичний засіб типізації та індивідуалізації персонажів, створення комічного, іронічного ефекту.
Наприклад, у п'єсі-опері Івана Котляревського «Наталка Полтавка» (1819) Возний вживає комічно-«макаронічну» суміш української мови зі старослов'янською і російською, демонструючи цим свою вищість над простими селянами, які розмовляють полтавським діалектом. У новелі Гр. Тютюнника «Оддавали Катрю» введення у розмову персонажів суржика вказує на духовний бар'єр відчуження, що його вибудовало зденаціоналізоване місто між селянами як носіями традиційної етнокультури та національно змаргіналізованими міщуками.
Суржик або макаронічна мова використовувалися як засіб гумору й сатири також у творах Г. Квітки-Основ'яненка, М. Старицького, Остапа Вишні, С. Олійника, О. Чорногуза, П. Глазового та ін.
У двомовному дуеті популярних естрадних гумористів Тарапуньки і Штепселя, Штепсель у більшості ситуацій грав допоміжну роль подавача цілком банальних реплік «міською» російською мовою, на які Тарапунька мав відповідати дотепним «народним» суржиком.
Серед сучасних українських письменників суржик займає помітне місце у творах Богдана Жолдака (серія оповідань «Прощавай, суржику!»). Суржик і ненормативна лексика є також органічними компонентами популярних п'єс Леся Подерв'янського.
У сучасній українській літературі суржик або російськомовні вставки часто використовуються також для реалістичнішої передачі мовлення персонажів (наприклад, у творах Ірени Карпи): якщо, на думку автора, у реальній ситуації такі персонажі розмовляли б суржиком, російською або перескакували з однієї мови на іншу, їхнє мовлення не перекладається нормативною українською мовою, а передається у вигляді, близькому до оригінального.

#### Кіномистецтво
У радянські роки кіногерої розмовляли підкреслено літературною мовою, а суржиком розмовляли переважно комічні герої або антигерої («За двомя зайцями», «Весілля у Малинівці»). При перекладі фільмів з російської на українську мову суржик зазвичай не перекладався, що справляло оманливий ефект на глядача, оскільки, наприклад, у фільмі «За двома зайцями» антигерої протиставлялися героям, які розмовляли чистою українською мовою, а у російській версії позитивні герої розмовляли чистою російською, тобто вживання антигероями суржику принижувало вже українську мову.
У кінематографі незалежної України суржик вживає головний персонаж серіалу «Віталька», «Одного разу під Полтавою», «Свати» тощо.
Суржик широко використовувався у серіалі «Спіймати Кайдаша».

#### Музика
У музиці, суржик використовують деякі популярні українські виконавці (зокрема, Вєрка Сердючка, ТіК, DZIDZIO, Latexfauna, Zлий Репер Zеник, Курган і Agregat), а також виконавці фолк-напрямку (зокрема, ДахаБраха та Сонцекльош).

#### Образотворче мистецтво
У образотворчому мистецтві, суржик фігурує, зокрема, у картинах Івана Семесюка, який працює у напрямку жлоб-арт, а також у коміксах Надії Кушнір про Гуся.

### Суржик у сучасному мережевому жаргоні
У багатьох україномовних інтернетівських форумах і блогах вживаються різноманітні форми суржику, що містять значну кількість русизмів, а також російськомовні вставки, записані українськими літерами, нецензурна лексика і інші елементи ігор з мовою та орфографією. Крім традиції використання суржику у сучасній українській літературі, у таких випадках варто враховувати і можливий вплив форм сучасного російського мережевого жаргону, де використовується навмисно спотворена орфографія і специфічна лексика. В українському тексті слова, спотворені на «падонківський» манер, можуть виглядати схожими на русизми чи елементи суржику.
Навмисно-демонстративне вживання суржику, специфічного жаргону і нехтування офіційними нормами правопису (свого роду штучна «диглосія») підкреслює особливий неформальний характер віртуального мережевого спілкування, норми та звичаї якого є значно більш вільними та ексцентричними порівняно з листуванням чи спілкуванням у реальному житті, в умовах складних бюрократичних систем сучасних держав, а також позначає дистанцію між реальною та віртуальною особистістю автора. Водночас, модифіковане написання нецензурних слів та виразів може певною мірою пом'якшувати шоковий ефект від використання табуйованої лексики та епатажного стилю поведінки.

### Статті, монографії
- Del Gaudio S. On the Nature of Suržyk: a Double Perspective. Wiener Slawistischer Almanach, Sonderband 75. München — Berlin — Wien 2010.
- Дончик В. Мова не винна: Про суржик, двомовність і грамотність на українському ТБ // Слово і час. — 2001. — № 2. — С. 68–77.
- Закономірності розвитку українського усного літературного мовлення. — Київ, 1965.
- Козир Є. Суржик у законодавчих і нормативних документах // Стандартизація. Сертифікація. Якість. — 2008. — № 2. — С. 13–19.
- Масенко Л. Т. Суржик: між мовою і «язиком». — К.: Видавничий дім «КМ Академія», 2011. — 135 с. (2-ге вид. — 2019).
- Окара А. Полтавський «суржик» та духовне плебейство // Слово і час. — 2000. — № 12. — С. 52–56.
- Погрібний А. Випробування суржиком // Українська мова й література в середніх школах, гімназіях, ліцеях та колегіумах. — 2006. — № 4/5. — С. 4–12.
- Радчук В. Д. Мова в Україні: стан, функції, перспективи // Мовознавство. — 2002. — № 2/3. — С. 39–45.
- Радчук В. Параметри і взаємодія мов // Дивослово. — 2005. — № 6. — С. 36–44.
- Свердан Т. «Суржикізація» сучасних видань для дітей // Дивослово. — 2006. — № 2. — С. 40–43.
- Ставицька Л. Блудний суржик: міф, мова, стиль // Мандрівець. — 2002. — № 1. — С. 18–27.
- Ставицька Л. Українсько-російська двомовність: Соціопсихологічні та лексикографічні аспекти // Дивослово. — 2001. — № 11. — С. 13–16.
- Стріха М., Гриценко О. Суржик // Нариси української популярної культури. — К. : УЦКД, 1998. — С. 629—643.
- Тараненко О. О. Українсько-російський суржик: статус, тенденції, оцінки, прогнози // Мовознавство. — 2008. — № 1. — С. 14–30.
- Труб В. М. Явище «суржику» як форма просторіччя в ситуації двомовності // Мовознавство. — 2000. — № 1. — С. 46–57.
- Фудерер Т. Суржик у контексті мовної освіти // Українська мова й література в середніх школах, гімназіях, ліцеях та колегіумах. — 2008. — № 4. — С. 41–47.
- Фудерер Т. Термінологічно-поняттєва сутність суржику // Українська мова й література в середніх школах, гімназіях, ліцеях та колегіумах. — 2008. — № 6. — С. 114—118.
- Шевчук О. Донецький суржик: причини появи і специфіка функціонування // Дивослово. — 2010. — № 6 . — С. 30–33.
- Шумилов О. Мова, суржик, «язык»: єдність та боротьба протилежностей на межі тисячоліть // Сучасність. — 2000. — № 10. — С. 110—124.

### У мережі

- Тараненко О. О. Суржик // Українська мова : енциклопедія / НАН України, Інститут мовознавства ім. О. О. Потебні, Інститут української мови; редкол.: В. М. Русанівський  (співголова), О. О. Тараненко (співголова), М. П. Зяблюк та  ін. — 2-ге вид., випр. і доп. — К. : Вид-во «Укр. енцикл.» ім. М. П. Бажана, 2004. — 824 с. : іл. — ISBN 966-7492-19-2. — С. 665—668.
- К. В. Ленець. Суржик. Українська мова: Енциклопедія. — Київ, 2000. — С. 616.
- В. В. Німчук. Проблеми українського правопису в XX ст.
- Леся Ставицька. Кровозмісне дитя двомовності // Критика. — 2001. — № 10.
- Лариса Масенко. Суржик як соціолінгвістичний феномен // «Ї». — 2004. — № 35.
- Інна Волосевич. Явище мовної поліфонії в літературі та свідомості // «Ї». — 2004. — № 35.
- Вахтин Н., Жиронкина  О., Лисковец И., Романова Е. Новые языки новых государств: явления на стыке близкородственных языков на постсоветском пространстве. Отчёт ЕУСПб, 2003
- К. В. Ленець. Макаронічна мова. Українська мова: Енциклопедія. — Київ, 2000.
- Paulin Święcicki.Mowa ludzka, jej układ pierwetny i budowa (1873)
- Mowa ludzka
- https://web.archive.org/web/20100619202853/http://www.obets.ua.es/pioneur/bajaarchivo_public.php?iden=44
- Филон Александрийский. О смешении языков
- Philo Judaeus. Confusion of languages
- Глобальный суржик